# Cantón de Condrieu
El cantón de Condrieu (en francés canton de Condrieu) era una división administrativa francesa, que estaba situada en el departamento de Ródano, de la región Ródano-Alpes.
En aplicación del decreto nº 2014-267 de 27 de febrero de 2014, el cantón de Condrieu fue suprimido el 1 de abril de 2015 y sus 10 comunas pasaron a formar parte del cantón de Mornant.

## Composición
El cantón estaba formado por diez comunas:
- Ampuis
- Condrieu
- Les Haies
- Loire-sur-Rhône
- Longes
- Saint-Cyr-sur-le-Rhône
- Sainte-Colombe
- Saint-Romain-en-Gal
- Trèves
- Tupin-et-Semons